# Paint Rock
Paint Rock ist die Bezirkshauptstadt und der Sitz der Countyverwaltung (County Seat) des Concho County im US-Bundesstaat Texas in den Vereinigten Staaten. Das U.S. Census Bureau hat bei der Volkszählung 2020 eine Einwohnerzahl von 237 ermittelt.

## Geographie
Die Stadt liegt etwas westlich des geografischen Zentrums von Texas, an der Kreuzung der Ranch Road 380 mit dem U.S. Highway 83 zentral im County und hat eine Gesamtfläche von 4,3 km².

## Demografische Daten
Nach der Volkszählung im Jahr 2000 lebten hier 320 Menschen in 110 Haushalten und 83 Familien. Die Bevölkerungsdichte betrug 74,4 Einwohner pro km². Ethnisch betrachtet setzte sich die Bevölkerung zusammen aus 77,19 % weißer Bevölkerung, 0,0 % Afroamerikanern, 2,81 % amerikanischen Ureinwohnern, 0,0 % Asiaten or Bewohnern aus dem pazifischen Inselraum und 19,69 % aus anderen ethnischen Gruppen. Etwa 0,31 % waren gemischter Abstammung und 28,44 % der Bevölkerung waren spanischer oder lateinamerikanischer Abstammung.
Von den 110 Haushalten hatten 41,8 % Kinder unter 18 Jahre, die im Haushalt lebten. 64,5 % davon waren verheiratete, zusammenlebende Paare. 9,1 % waren allein erziehende Mütter und 24,5 % waren keine Familien. 21,8 % aller Haushalte waren Singlehaushalte und in 9,1 % lebten Menschen, die 65 Jahre oder älter waren. Die Durchschnittshaushaltsgröße betrug 2,91 und die durchschnittliche Größe einer Familie belief sich auf 3,45 Personen.
30,6 % der Bevölkerung waren unter 18 Jahre alt, 7,8 % von 18 bis 24, 26,6 % von 25 bis 44, 21,6 % von 45 bis 64, und 13,4 % die 65 Jahre oder älter waren. Das Durchschnittsalter war 35 Jahre. Auf 100 weibliche Personen aller Altersgruppen kamen 86 männliche Personen. Auf 100 Frauen im Alter von 18 Jahren und darüber kamen 88,1 Männer.

Das jährliche Durchschnittseinkommen eines Haushalts betrug 32.500 USD, das Durchschnittseinkommen einer Familie 33.750 USD. Männer hatten ein Durchschnittseinkommen von 21.786 USD gegenüber den Frauen mit 21.250 USD. Das Prokopfeinkommen betrug 12.965 USD. 15,9 % der Bevölkerung und 13,0 % der Familien lebten unterhalb der Armutsgrenze. Davon waren 24,7 % Kinder und Jugendliche unter 18 Jahren und 11,1 % waren 65 oder älter.